# Атабаева, Яхшигуль
Яхшигуль Атабаева (узб. Yaxshigul Otaboyeva) — советский хозяйственный, государственный и политический деятель, звеньевая колхоза имени Кагановича Янги-Юльского района Ташкентской области Узбекской ССР. Герой Социалистического Труда.

## Биография
Родилась в 1920 году в кишлаке Шуралисай Ташкентского уезда Сырдарьинской области. Член КПСС.
С 1935 года — на хозяйственной, общественной и политической работе. В 1935—1970 гг. — работница хлопководческой бригады местного колхоза «Шарк Юлдузи», звеньевая колхоза имени Кагановича Янги-Юльского района Ташкентской области Узбекской ССР.
Указом Президиума Верховного Совета СССР от 27 апреля 1948 года присвоено звание Героя Социалистического Труда с вручением ордена Ленина и золотой медали «Серп и Молот».
Умерла после 1970 года.